# Юлия Урания
Ю́лия Ура́ния (греч. Ιουλìα Ουρανìа, лат. Ivlia Urania; умерла после 38 года) — царица Мавретании. Она вышла замуж за берберского царя Мавретании Птолемея, который был сыном царя Мавретании Юбы II и его жены Клеопатры Селены II.

## Биография
Урания стала царицей Мавретании, выйдя замуж за единственного сына Юбы II, Птолемея. Дата этого события неизвестна и относится к I веку. Впрочем, известно, что в 38 году она родила Птолемею дочь по имени Друзилла.
Урания известна только по погребальной надписи её вольноотпущенницы Юлии Бодины, найденной в Шершеле (Алжир). Шершель в её времена был известен как Цезария и служил столицей берберского царства Мавретания. В этой надписи Юлия Бодина называет Уранию царицей Юлией Уранией. Она была названа царицей в качестве выражения местного почтения или, возможно, почтения бывшему правящему монарху. Надпись показывает, что Юлия Бодина была бывшей верной рабыней Урании.
Современные историки выдвинули две теории о происхождении жены Птолемея, царя Мавретании. Возможно, Урания была любовницей из низших слоев общества. Урания — прозвище, дававшееся фаворитке из гарема и происходившее от имени музы Урании. Вероятно, она жила при царском дворе в Мавретании.
Другая версия заключается в том, что Урания могла быть арабской принцессой из сирийской царской династии Сампсикерамидов, управлявших Эмесой. Они зависели от Рима, но, в то же время, занимали ведущее место на Римском Востоке.